# X-43 (航空機)
X-43
NB-52Bから投下されるペガサスロケット、先端にX-43。
- 用途：スクラムジェット試験機
- 製造者：NASA
- 運用者：NASA
- 初飛行：2001年6月2日
- 生産数：3機
- 退役：2004年11月16日
- 運用状況：退役

X-43は、NASAで開発、実験が行われた、スクラムジェットエンジン搭載の無人試験機である。愛称はハイパーX（Hyper-X）。2004年11月16日に、エア・ブリージングエンジン（空気吸込み型エンジン。要は、ロケット推進ではない、という意味）を搭載した機体としては最高速度となる1万1854キロメートル毎時（7546マイル毎時、マッハ9.68）を記録した世界最速の航空機である。

## 概要
X-43は実験を通して極超音速飛行下のスクラムジェットの性能、挙動を確認するハイパーX計画のために建造された無人機であり、将来の再使用型宇宙往還機に必要なデータを集めることが目的であった。計画は1996年10月9日に発表された。A型をはじめ、B、C、D型の機体が建造される予定であり、多くの実験が行われるはずであった。X-43Bでは複合サイクルエンジンの搭載が検討され、X-43Cでは炭化水素系燃料の使用が検討されていた。しかし、高額な予算が計画遂行の障害となり、B型以降の機体はキャンセルされ、また飛行計画も大きく削減された。
2001年6月2日に行なわれた1回目の実験では加速用のペガサスロケットの不調で、空中発進後からわずか11秒後に、稼働状態に至らずに太平洋に落下、機体を喪失した。この事故によって計画は遅延。約3年後の2004年3月27日に2回目の飛行試験が行われ、マッハ6.83を記録した。
そして2004年11月16日、結果的に最後の飛行となった3回目の飛行試験でマッハ9.68の最高速度を記録した。この3回目の計画をもって、X-43計画は終了した。

## 機体形状
機体規模はきわめて小さく、大人の身長ほどの全長しかない。形状はX-30のジェネラル・ダイナミクス案に酷似したリフティングボディで、全体で揚力を生み出す構造となっている。機体側面、及び上面に極めて小さな主翼と2枚の垂直尾翼を持ち、胴体下部に箱型のスクラムジェットを装備している。推進剤は液体水素を用い、空気中の酸素を酸化剤とする。燃料搭載量は約1kgに過ぎない。
飛行は、ブースター用に改修されたペガサスロケットの先端に取り付けられた状態でNASAのNB-52に搭載され、1万メートル程度の高空から空中発進した後、さらに高空まで上昇。マッハ2まで加速、ブースターを切り離してスクラムジェットを作動する。スクラムジェット燃焼時間はわずか10秒足らずで、おおむねマッハ10まで加速、高度3万メートルを飛行する。エンジンカット後は滑空しながらデータを収集し、廃棄される。つまり機体は使い捨てである。

## 後続計画
X-43計画はA型の3回の飛行のみで中止された。後続の機体・計画は、液体水素ではなく一般的な炭化水素燃料を用いてマッハ7程度まで加速する、X-51計画であった。

## スペック
- 乗員：無人
- 全長：3.7メートル
- 全幅：1.5メートル
- 全高：0.6メートル
- 動力：スクラムジェットエンジン×1基
- 最大速度：マッハ9.68（1万2144キロメートル毎時）
- 最大到達高度：3万500メートル
- 航続距離：1100キロメートル